# Beaghmore

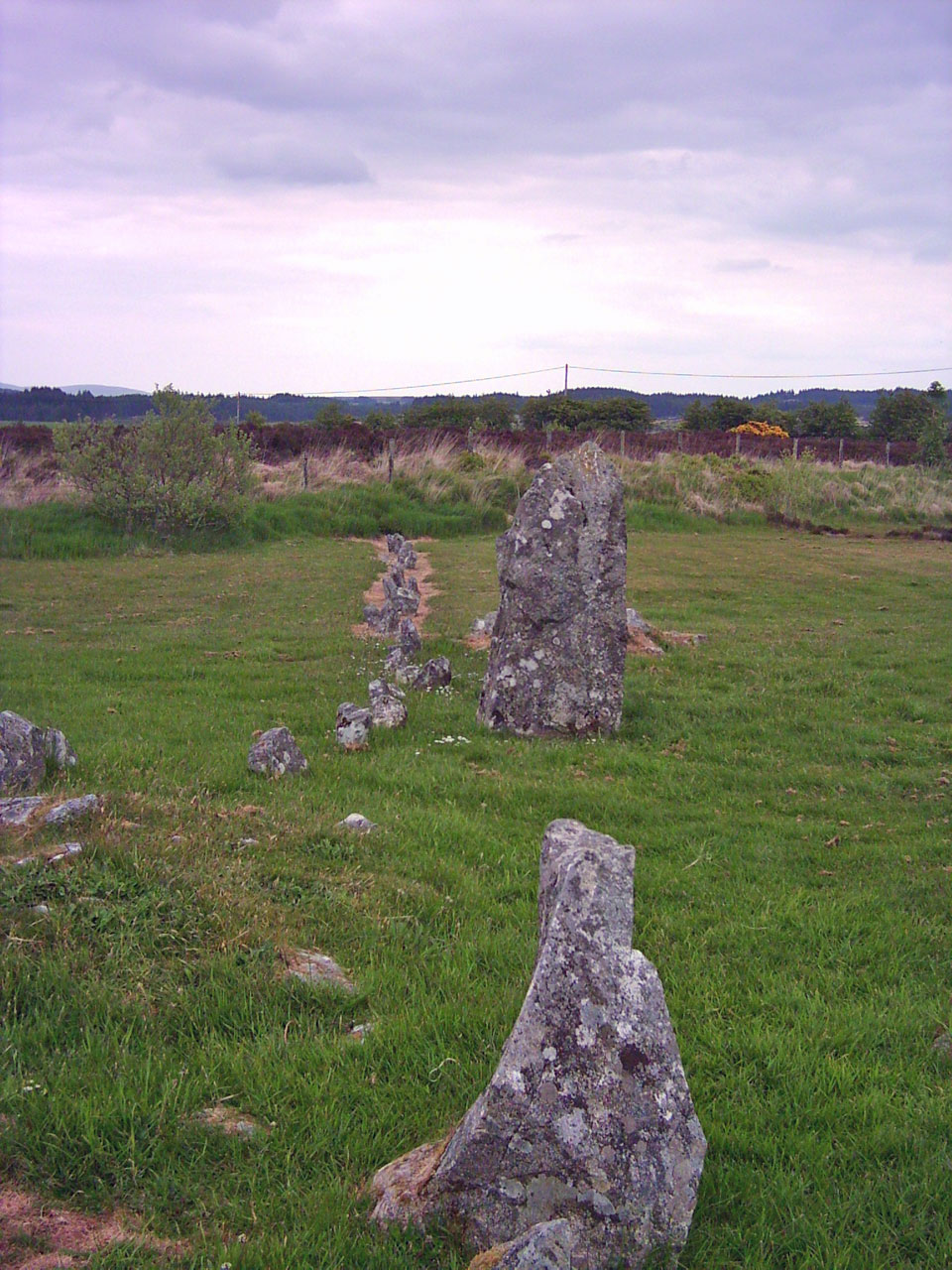
Monoliti allineati.

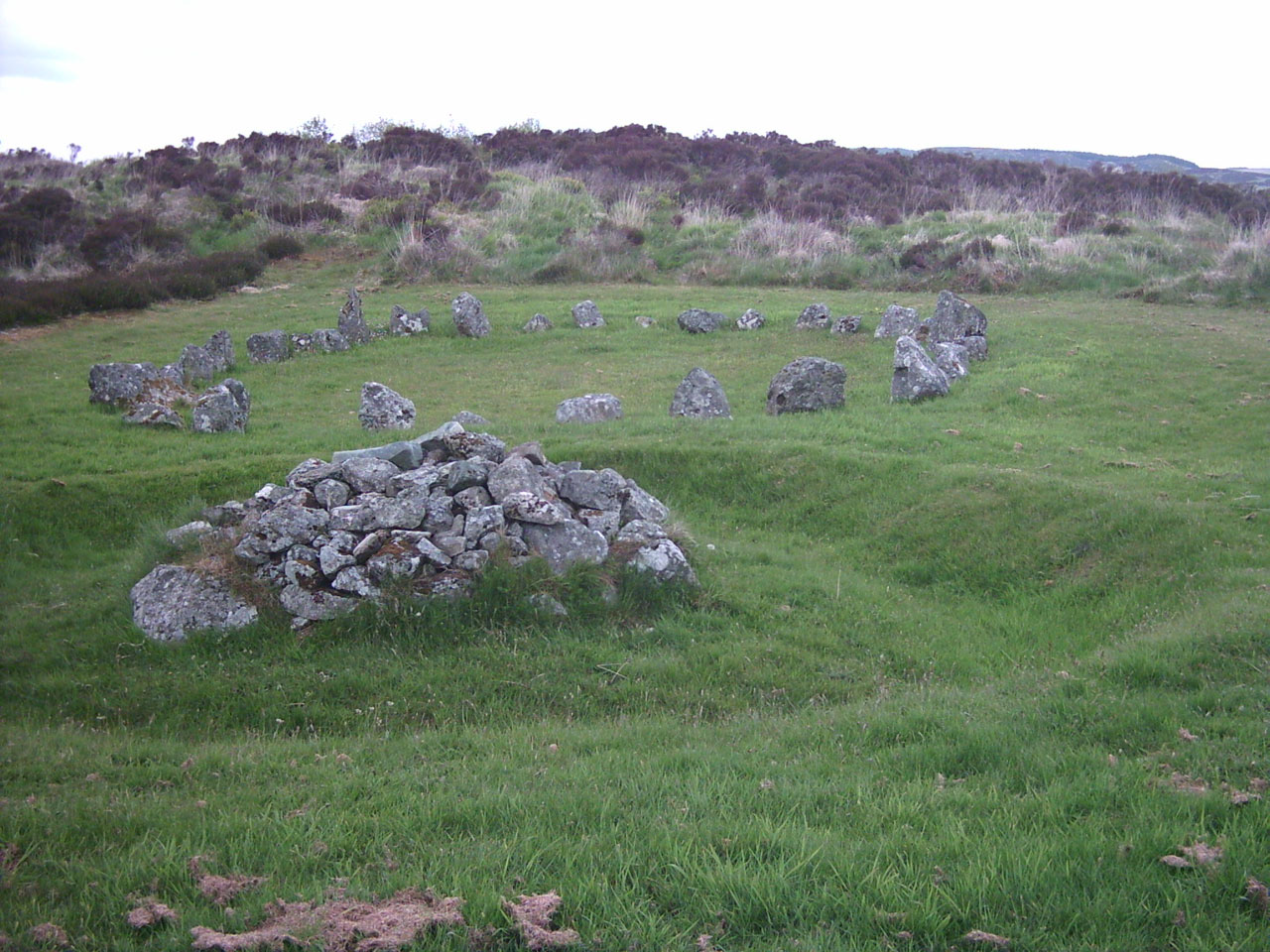
Cerchio di pietre e tumulo.

Beaghmore è un sito archeologico risalente all'età del bronzo, costituito da cerchi di pietre e da vari tumuli, ubicato a circa 13,5 chilometri a nord-ovest di Cookstown, nella contea di Tyrone, Irlanda del Nord. Il nome Beaghmore può essere tradotto come "La palude delle betulle"; ciò indica che un tempo la zona era un bosco, prima dell'avvento dei disboscamenti del neolitico.

## Scavi archeologici
Il sito fu scoperto nei primi anni quaranta del XX secolo, durante uno scavo per la raccolta della torba. Furono rinvenute 1.269 pietre che costituivano il monumento. Fu scavato parzialmente negli anni 1945-1949 quando passò sotto la tutela statale. Fu nuovamente oggetto di scavo nel 1965.
Dai vari studi è emerso che il sito fu frequentato dal neolitico fino all'età del bronzo; il cerchio di pietre e i tumuli risalgono al 2.000 - 1.200 a.C. Probabilmente non tutto il complesso è stato ancora rinvenuto, si ritiene infatti che altre pietre siano ancora da scoprire nella torba. Sono stati rinvenuti utensili in selce e focolari che, datati tramite il radiocarbonio, hanno indicato come data quella del 2.900 - 2.600 a.C. Alcuni degli allineamenti di pietre che compongono il sito risalgono al neolitico. Lo scavo di uno dei tumuli ha restituito un'ascia in porcellanite (una mistura di argilla con una cospicua quantità di silice opalina dura come la selce che spesso si rinviene sul soffitto e sul pavimento di filoni di carbone bruciati) che probabilmente fu realizzata nel sito di Tievebulliagh, a 110 chilometri di distanza circa, nella contea di Antrim. Il tumulo più grande del sito ha restituito una grande fossa con al centro un ramo di quercia.

## Caratteristiche
Il monumento è costituito da sette bassi circoli di pietra di varie dimensioni, sei dei quali sono abbinati, dodici tumuli di pietra e dieci allineamenti di monoliti. I cerchi misurano tra i 10 e i 20 metri di diametro e sono associati con i precedenti tumuli funerari e da questi partono gli allineamenti di roccia. Le pietre sono piccole, poche superano il mezzo metro d'altezza, mentre i cerchi sono distorti e questo fatto suggerisce che devono essere allineati ad alcune tombe megalitiche circostanti. Il cerchio singolo si distingue dagli altri per essere stato realizzato con massi leggermente più grandi. Inoltre il suo interno è stato riempito con 800 piccole pietre che sono state collocate in posizione verticale ed è conosciuto con il nome di "I denti del drago" ("the dragon's teeth"). La maggior parte di questi cerchi sono "toccati" in maniera tangente da piccoli allineamenti di rocce. Nel sito sono presenti anche una dozzina di piccoli tumili di pietra i quali custodiscono resti di cremazioni. Gli allineamenti di pietre partono dai cerchi e si irradiano in direzione nord-est.
Il sito comprende anche un certo numero di lastre di roccia posate sotto il monumento, probabilmente posate molto prima della costruzione delle strutture ora visibili, e che potevano essere dei muri realizzati nel neolitico. Lo scavo ha rivelato che il sito fu utilizzato per la coltivazione e si pensa che il monumento sia stato eretto in risposta al deterioramento della fertilità del suolo e alla intrusione della torba. 	
successivamente ai moderni scavi è stato necessario realizzare un sistema di canali di drenaggio per evitare che la palude interrasse nuovamente il sito.

## Possibile utilizzo
Forse il sito potrebbe essere stato un punto focale per i raduni religiosi e/o sociali. Alcuni archeologi ritengono che i circoli sono stati costruiti in relazione al sorgere del sole al solstizio, o per registrare i movimenti del sole, della Luna o di altri eventi stellari. Tre allineamenti puntano verso il sorgere del sole al momento del solstizio e un altro è allineato verso il sorgere della Luna allo stesso periodo. Tuttavia, la maggior parte dei resti di Beaghmore non hanno allineamenti precisi con eventi astronomici. I circoli sono di forma piuttosto irregolare e questo ha portato alcuni archeologi e astronomi a proporre che le pietre sono state erette in base a principi geometrici e che sia stata utilizzata la yarda megalitica, un antico standard di misura pari a circa 69 centimetri. Considerato il numero di tumuli presenti sul posto, è probabile che il sito abbia avuto anche funzione cimiteriale. Comunque non tutti i tumuli conservano resti umani e si suppone che alcuni siano solo accumuli di pietre in eccedenza.